# 扎古魯夫
扎古魯夫是波蘭的城鎮，位於該國中部，距離斯武普察16公里，由大波蘭省負責管轄，面積3.44平方公里，2006年人口2,932。第二次世界大戰期間，納粹德國在該鎮設立集中營。

## 外部連結
- Zagórów City Guide （页面存档备份，存于） （英文）

52°09′56″N 17°53′30″E / 52.16556°N 17.89167°E